# Long time no see (吉田拓郎のアルバム)
『Long time no see』（ロング・タイム・ノー・シー）は、1995年6月21日に吉田拓郎がリリースしたオリジナル・アルバムである。

## 解説
- アルバムのキャッチコピーは「放っておいてくれて、ありがとう。」
- 一部のレコーディングはバハマで行われた。

## 収録曲
- 全作詞・作曲：吉田拓郎（特記以外）編曲：吉田拓郎

1. とんと御無沙汰　
作詞：阿木燿子
  - 朝日放送, テレビ朝日系『驚きももの木20世紀』エンディングテーマ
2. 淋しき街
3. 夢見る時を過ぎ　
作詞：石原信一
4. オー ボーイ
作詞：石原信一
5. マスターの独り言
  - TaKaRa「純 レジェンド」CMソング
6. 君のスピードで
7. 永遠の嘘をついてくれ
作詞・作曲：中島みゆき
  - この楽曲が制作された経緯は、1994年に泉谷しげるの呼びかけでニューミュージックの御大が集まったチャリティー・コンサート『日本を救え!』で、吉田が、中島の「ファイト!」をカバーしたことに始まる。演奏し終えて、自分の作風のような曲だと感じながらも、吉田にはもう「ファイト!」のような曲を創れないと感じた。その後、吉田は『Long time no see』のレコーディング中に、中島を食事に誘い、曲提供を依頼したのである。作風については「遺書のような曲を（お願いします）」とだけ述べた[1]。また、2006年の『吉田拓郎 & かぐや姫 Concert in つま恋 2006』では、この曲で中島と共演を果たした。
  - 中島のセルフカバーはアルバム『パラダイス・カフェ』に収録されている[2]。
8. 生きていなけりゃ
9. To the Moon
作詞：石原信一
10. 夕陽と少年
作詞：石原信一、補作詞：吉田拓郎

## 参加ミュージシャン
| BAHAMAS session - Lead Vocals：Takuro Yoshida - Drums, Percussion：Russ Kunkel - Bass：Lee Sklar - Electric Guitar, Lap Steel：David Lindley - Acoustic Guitar：Eric Weissberg - Acoustic & Electric Piano, Organ：Craig Doerge - Electric & Acoustic Guitar：Dean Parks - Tenor Sax：Joe Sublett - Background Vocals：Nicolette Larson, Kipp Lenon, Mark Lenon | TOKYO session - Lead Vocals, Electric Guitar：Takuro Yoshida - Drums：Masayoshi Imaizumi - Bass：Akira okazawa - Electric Guitar：Ken Yajima - Acoustic Guitar, Mandolin, Bouzouki：Takahiko Ishikawa - Keyboards：Hajimu Takeda - Drums：Kiyoshi Kamata - Electric Guitar. Background Vocals：Kazuhiko Matsuo - Acoustic Piano：Yumiko Kamata - Percussion：Yuki Sugawara - Background Vocals：Yasuhiro Kido, Kiyoshi Hiyama, Junko Hirotani |